# 埃德森·奥诺拉托·坎波斯
埃德森·奥诺拉托·坎波斯（Ederson Honorato Campos，1986年1月13日—），简称埃德森（Ederson），是一名已退役的巴西足球运动员，司职中场。

## 俱乐部生涯
埃德森在圣保罗街头开始足球生涯，15岁加入RS足球，之后加入國際和尤文图德。
2015年1月，埃德森加盟法国足球甲级联赛球队尼斯。同年2月5日，他在和梅斯的比赛第72分钟替补出场，上演法甲联赛首秀。 他在代表尼斯的第三次正式比赛即取得进球，在对阵摩纳哥的比赛第66分钟通过45米的远射破门，帮助尼斯2比1击败对手。 2005/06赛季，他得到尼斯的10号球衣，但大部分比赛却只能以替补的身份出场，不过他在20次出场中依然取得2个进球。2006/07赛季，埃德森进入球队的主力阵容，并交出令人满意的表现：出场30次射进6球。虽然尼斯最终只获得联赛第16名，但他还是得到皇家马德里和曼联、尤文图斯和拉齐奥等大球队的注意。  2008年1月，埃德森和俱乐部达成协议，同意他在夏季以1400万欧元的身价转会里昂。 2007/08赛季，他首发出场36次，射进7球。
2008年6月，埃德森和队友一起正式加盟里昂。他被认为是球队前核心的接班人，身披7号球衣。他在2008/09赛季联赛第一轮里昂3比0击败圖盧茲的比赛第74分钟替补出场，首次代表里昂出场。 9月20日，他在和勒哈費爾的比赛利用点球射进加盟球队首球，帮助球队1比0击败对手。
2012年7月2日，埃德森加盟意大利足球甲级联赛球队拉齐奥，签约五年。

## 国家队生涯
埃德森曾代表巴西U-17国家队参加2003年U17世界盃足球賽。2010年7月26日，他入选巴西国家队对阵美国的集训名单。8月份，他在和美国的友谊赛上演A级比赛首秀，不过上次仅数分钟就因受伤下场。